# Rhamphidium ovale
Rhamphidium ovale är en bladmossart som beskrevs av Edwin Bunting Bartram 1952. Rhamphidium ovale ingår i släktet Rhamphidium och familjen Ditrichaceae. Inga underarter finns listade i Catalogue of Life.